# Onel Hernández
Pour les articles homonymes, voir Hernández.
Onel Hernández, né le 1er février 1993 à Morón à Cuba, est un footballeur international cubain qui évolue au poste d'ailier.

## Biographie

### Carrière en club
Avec le club de l'Eintracht Brunswick, il joue 50 matchs en deuxième division allemande, inscrivant six buts.
Le 25 janvier 2018, il rejoint le club anglais de Norwich City, équipe évoluant en deuxième division.
Le 29 août 2021, il est prêté pour une saison au Middlesbrough FC, qui évolue en Championship.
Le 14 janvier 2022, il est prêté à Birmingham City.

### Carrière internationale
En mars 2021, il fait partie d'une sélection cubaine historique qui vient tout juste de s'ouvrir pleinement à l'intégration des joueurs de clubs étrangers,,. Le 24 mars 2021, il fait ses débuts avec l'équipe cubaine lors d'une défaite 0-1 contre le Guatemala,. Quatre jours plus tard, il inscrit son premier but en sélection contre Curaçao (défaite 1-2).

## Palmarès

### En club
- Norwich City
  - Champion d'Angleterre de D2 en 2019 et 2021.